# La tempesta
(Miranda, Atto I. Scena II. - La Tempesta)
La Tempesta (The Tempest) è un dramma romanzesco in cinque atti scritto da William Shakespeare tra il 1610 e il 1611.
Il dramma, ambientato su un'isola imprecisata del Mediterraneo, racconta la vicenda dell'esiliato Prospero, il vero duca di Milano, che trama per riportare sua figlia Miranda al posto che le spetta utilizzando illusioni e manipolazioni magiche. Mentre suo fratello Antonio e il suo complice, il re di Napoli Alonso, stanno navigando sul mare di ritorno da Cartagine, il mago invoca una tempesta che rovescia gli incolumi passeggeri sull'isola. Attraverso la magia e con l'aiuto del suo servo Ariel, uno spirito dell'aria, Prospero riesce a rivelare la natura bassa di Antonio, a riscattare il re e a far innamorare e sposare sua figlia col principe di Napoli, Ferdinando. La narrazione è tutta incentrata sulla figura di Prospero, che, con la sua arte, tesse trame con cui costringe gli altri personaggi a muoversi secondo il proprio volere.
Il dramma è ispirato agli eventi legati alla discesa di Carlo VIII in Italia nel 1494-95 e, in particolare, al conflitto fra gli Aragona di Napoli e gli Sforza di Milano, i cui esponenti fornirono l'ispirazione per alcuni personaggi.
È tradizionalmente ritenuta la penultima opera di William Shakespeare – l'ultima interamente sua – ed è considerata da molti il lavoro che segnò l'addio alle scene del celebre drammaturgo.

## Trama
Il racconto della commedia inglese inizia quando gran parte degli eventi sono già accaduti. Il mago Prospero, legittimo duca di Milano, insieme alla figlia Miranda è esiliato da circa dodici anni in un'isola abitata da spiriti, dopo che il geloso fratello di Prospero, Antonio, aiutato dal re di Napoli, Alonso, lo ha deposto e costretto all'esilio con la figlioletta dell'età di tre anni. In possesso di arti magiche dovute alla sua grande conoscenza e alla sua prodigiosa biblioteca, Prospero è servito controvoglia da uno spirito, Ariel, che egli ha liberato dall'albero dentro cui era stato intrappolato dalla strega africana Sicorace, esiliata nell'isola anni prima e morta prima dell'arrivo di Prospero. Il figlio della strega, un mostro deforme di nome Calibano, è l'unico abitante mortale dell'isola prima dell'arrivo di Prospero: inizialmente amichevole nei confronti suoi e di Miranda, propose a quest'ultima di unirsi a lui per creare una nuova razza che popoli l'isola; al suo rifiuto, tentò di violentarla, cosa che indusse Prospero a soggiogarlo con la magia e a renderlo suo schiavo.
A questo punto inizia la commedia. Prospero, avendo previsto che il fratello Antonio sarebbe passato nei pressi dell'isola con una nave (di ritorno dalle nozze della figlia di Alonso, Clarabella, col re di Tunisi), scatena una tempesta che causerà il naufragio della nave. Sulla nave viaggiano anche il re Alonso – amico di Antonio e compagno nella cospirazione –, il figlio di Alonso, Ferdinando, e il fratello Sebastiano, assieme al fidato consigliere Gonzalo, che aiutò Prospero a fuggire. Prospero, coi suoi incantesimi, riesce a separare tutti i superstiti del naufragio, cosicché Alonso e Ferdinando credano entrambi che l'altro sia morto.
La commedia ha quindi una struttura divergente e, poi, convergente, allorquando i percorsi dei naufraghi si ricongiungono presso la grotta di Prospero. I viaggiatori sono così separati: Ferdinando, approdato sulla spiaggia, è condotto alla grotta di Prospero; Antonio, Alonso, Sebastiano e Gonzalo finiscono in un'oscura foresta dall'altra parte dell'isola; Stefano e Trinculo, due marinai ubriaconi, esplorano l'isola alla ricerca di vino. Il resto della ciurma dorme all'interno della nave, che, a dispetto di quanto Prospero ha fatto credere, non è affondata, ma è ancorata al largo dell'isola.
Ferdinando e Miranda s'innamorano a prima vista, ma Prospero finge con entrambi di voler rendere il ragazzo suo schiavo per vendicarsi di Alonso: in realtà, il suo piano è quello d'incoraggiare la relazione tra i due. Intanto Gonzalo cerca di consolare Alonso, addolorato per la presunta morte di suo figlio; approfittando di un sonno magico fatto calare sui due da Ariel, Antonio cerca di convincere Sebastiano a uccidere il fratello per impadronirsi del regno, ma proprio in quel momento lo spirito li fa svegliare, smascherando la loro cospirazione. Dall'altra parte dell'isola, Calibano incontra Stefano e Trinculo e li scambia per creature divine discese dalla Luna: insieme cercano di ordire una ribellione contro Prospero, che però, sempre grazie all'intervento di Ariel, fallisce.
L'amore di Ferdinando e Miranda resiste alle molte prove cui Prospero li sottopone; così l'uomo decide di abbandonare le resistenze e benedire la loro unione con una mascherata cui intervengono molti spiriti travestiti da dèi greci. Tutti i piani di Prospero hanno funzionato: Ferdinando e Miranda si sono innamorati, Alonso è devastato dal dolore, Antonio è stato smascherato e Calibano punito assieme ai due marinai furfanti: a questo punto il duca rinuncia alle arti magiche e riunisce tutti i personaggi nella sua grotta.
Nella gioia e contentezza generale, ciascuno ha ciò che si merita: Prospero torna a essere duca di Milano e il suo ducato sarà unito al Regno di Napoli col matrimonio di Ferdinando e Miranda; dando la sua benedizione alla coppia, Alonso si guadagna il perdono. Anche Sebastiano e Antonio sono perdonati, ma sotto minaccia di esilio se dovessero nuovamente cospirare contro i legittimi sovrani. Stefano e Trinculo sono messi in ridicolo dalle loro stesse azioni, mentre Calibano, deluso da come i due lo hanno maltrattato e avendo compreso quanto Prospero sia nobile d'animo a loro confronto, si redime e gli giura fedeltà. Prospero chiede un ultimo favore ad Ariel, quello di assicurare mare calmo e vento propizio alla nave che l'indomani lascerà l'isola, dopodiché lo spirito sarà liberato dalla sua prigionia. A questo punto Prospero si rivolge al pubblico e, in un celebre monologo, chiede che anche gli attori siano lasciati liberi con un applauso.

## Origini

### Composizione e stampa
La Tempesta fu pubblicata per la prima volta nel in folio del 1623, come testo iniziale della raccolta, ed è uno dei testi che risultano meglio conservati, diviso in atti e con note a margine che si presume siano dello stesso Shakespeare. Fu rappresentata per la prima volta il 1º novembre 1611 al Whitehall Palace di Londra; probabilmente, in seguito, fu messa in scena anche al Globe Theatre e al Blackfriars Theatre.

## Contesto storico
La Tempesta appartiene all'ultima fase della produzione di Shakespeare, quella dei romances: opere dove rielabora tematiche già trattate (nelle grandi tragedie o nelle commedie), collocandole in una dimensione mitica e sacrale. Nei romances ricorrono spesso temi quali morte e rinascita, espiazione seguita dal perdono e colpe dei padri riscattate dai figli.
Questa è l'unica opera di Shakespeare dove sono (quasi) rispettate le unità di tempo, di luogo e d'azione del dramma classico. L'unità di luogo è conseguita con l'ambientazione delle vicende su un'isola remota. L'unità di tempo è data dallo svolgersi di tutte le azioni nello spazio di poche ore: dalle 2 alle 6 del pomeriggio. L'unità d'azione, in effetti, non è propriamente conseguita. Il motivo per cui Shakespeare rispettò le unità nell'opera non è noto. Nella maggior parte delle sue opere, gli eventi accadono in diversi giorni e i personaggi si muovono in vari luoghi. Alcuni studiosi hanno ipotizzato che, dato il contenuto fantastico de La Tempesta, Shakespeare avesse voluto rispettare le unità per aiutare il pubblico a superare l'incredulità. Altri hanno evidenziato le critiche che Shakespeare aveva ricevuto perché non rispettava le unità e sostengono che avesse voluto dimostrare di essere in grado di rispettarle.
Un'opinione diffusa è che il rispetto delle unità in questo caso sia stato voluto per sottolineare il livello metateatrale dell'opera: all'inizio si fa notare che sull'isola sono le due di pomeriggio, allora orario tradizionale delle rappresentazioni teatrali, come se si volesse far assistere il pubblico in tempo reale alle vicende. Altri affermano che il soggetto de La tempesta fosse la messa in scena di una commedia intitolata La tempesta, enfatizzando l'aspetto del teatro nel teatro presente in quest'opera.

## Commento

### Personaggi principali

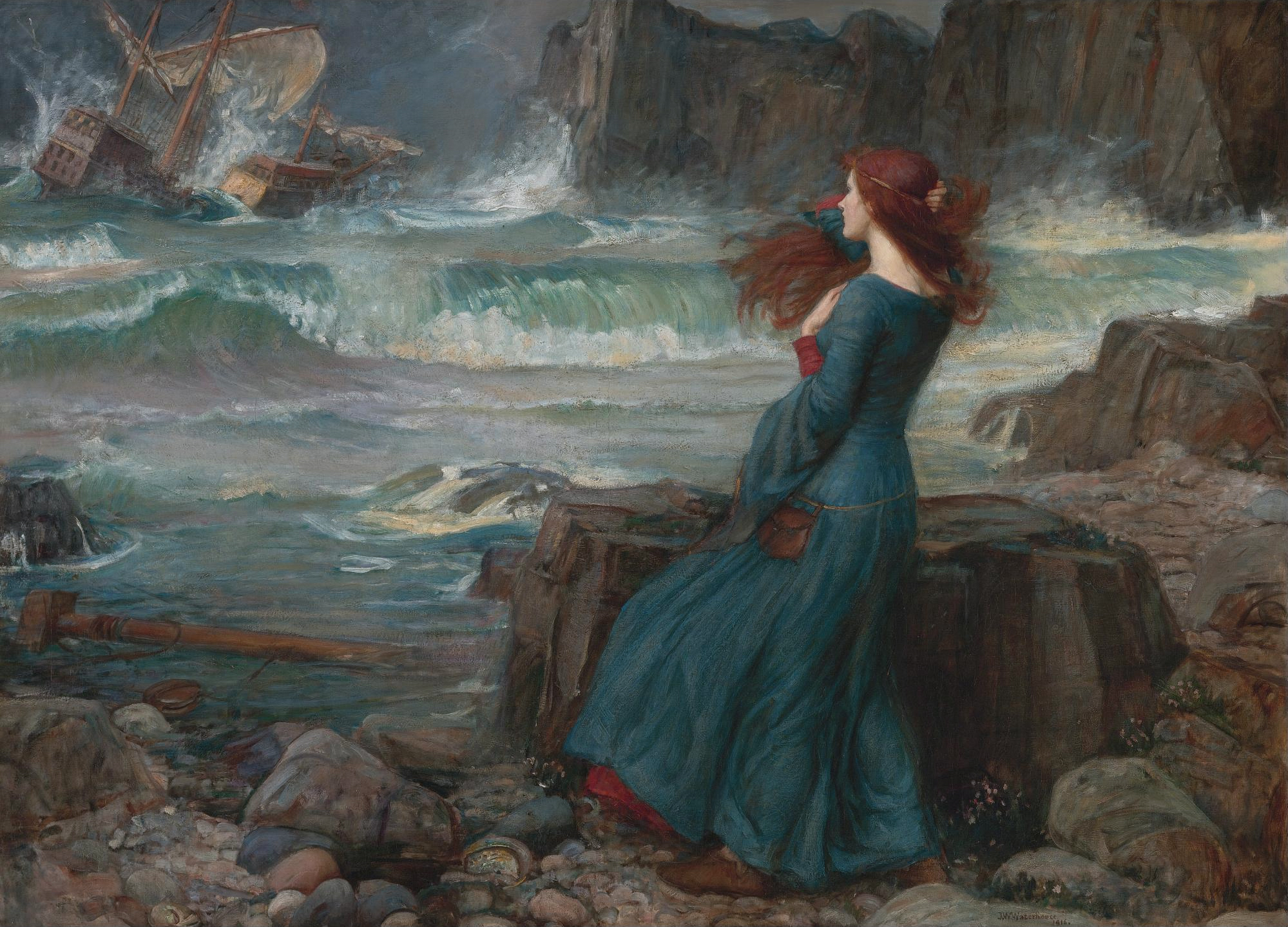
John William Waterhouse
Miranda - The Tempest (1916)

- Prospero, il vero duca di Milano (il protagonista della storia); un richiamo all'usurpato duca Gian Galeazzo Sforza.[4]
- Miranda, figlia di Prospero, spesso chiamata "una meraviglia" ("a wonder").

Il nome viene dalla radice latina mira-, meravigliarsi. Tradotto significa "cosa da ammirare, che desta ammirazione". Tutte le altre parole nell'opera con la stessa radice (admired, miracle ecc.) possono essere riferite a Miranda.
- Antonio, fratello di Prospero, usurpatore del titolo di duca di Milano; un richiamo a Ludovico il Moro.[4]
- Alonso (Alonso), re di Napoli, ossia Alfonso II di Napoli.[4]
- Sebastiano (Sebastian), suo fratello.
- Ferdinando (Ferdinand), figlio del re di Napoli, ossia Ferdinando II di Napoli detto Ferrandino.[4]
- Gonzalo, un onesto consigliere anziano.
- Adriano (Adrian) e Francesco (Francisco), due lord.
- Ariel, uno spirito dell'aria

Il nome ricorda certamente l'elemento dell'aria, contrapposto al personaggio di Calibano chiamato tu terra (thou earth) da Prospero. In ebraico il nome significa leone di Dio - è quindi interessante notare che la voce di Ariel viene scambiata una volta per il ruggito dei leoni.
- Calibano (Caliban), schiavo selvaggio e deforme

Il nome ricorda la parola inglese "Carib(be)an" ("caraibico"), e - data l'ortografia meno rigida del XVII secolo - un anagramma di cannibal (cannibale), termini entrambi provenienti dalla stessa parola. Entrambe le implicazioni suggeriscono che il rappresentante dei nativi del Nuovo Mondo faccia riferimento a una delle fonti di Shakespeare, Des Cannibales (Sui cannibali) di Montaigne.
- Trinculo, un buffone

Il nome è collegato al verbo italiano trincare; appropriato, dato che è uno dei due ubriaconi della commedia.
- Stefano (Stephano, alle volte Stefano), un cantiniere ubriaco

Stefano significa corona in greco: nome appropriato, dato che l'opera è incentrata sulla nozione di regalità e questo personaggio è usato per parodiarla. Shakespeare potrebbe anche averlo chiamato Stefano per suggerire una filastrocca popolare - cui allude Trinculo e che è cantata nell'Otello - che comincia così: King Stephen was a worthy peer / His breeches cost him but a crown (Re Stefano era un degno lord / i suoi calzoni gli costarono solo la corona). Il parallelo è ironico poiché l'ambizione di Stefano di comandare sull'isola è fermata quando questi comincia a rubare vestiti (i suoi calzoni gli costano la corona). Allo stesso modo, Prospero perse la sua corona quando volse la sua attenzione verso la sua arte, simboleggiata da un mantello.

#### Personaggi citati
- Sicorace, una strega, madre di Caliban.

Il nome contiene la radice corax (gr., da cui corvus corax), specie di corvo, animale con cui è frequentemente collegata nel dramma. Le due sillabe, prese separatamente, suonano come sick (malato) e wracks (danni): in effetti, due degli effetti più perniciosi della magia di Sycorax sono proprio malesseri e danneggiamento.
- Claribella, figlia di Alonso

Il suo nome deriva dal francese clair et belle: chiara e bella - parole che possono ben descrivere note musicali, atmosfere e masse d'acqua. Ella ha quindi caratteristiche opposte a quelle della tempesta, che invece sconvolge l'atmosfera, turba il mare e genera suoni dissonanti, e perciò scompare dall'azione del dramma dopo l'inizio della tempesta stessa.

### La temperanza

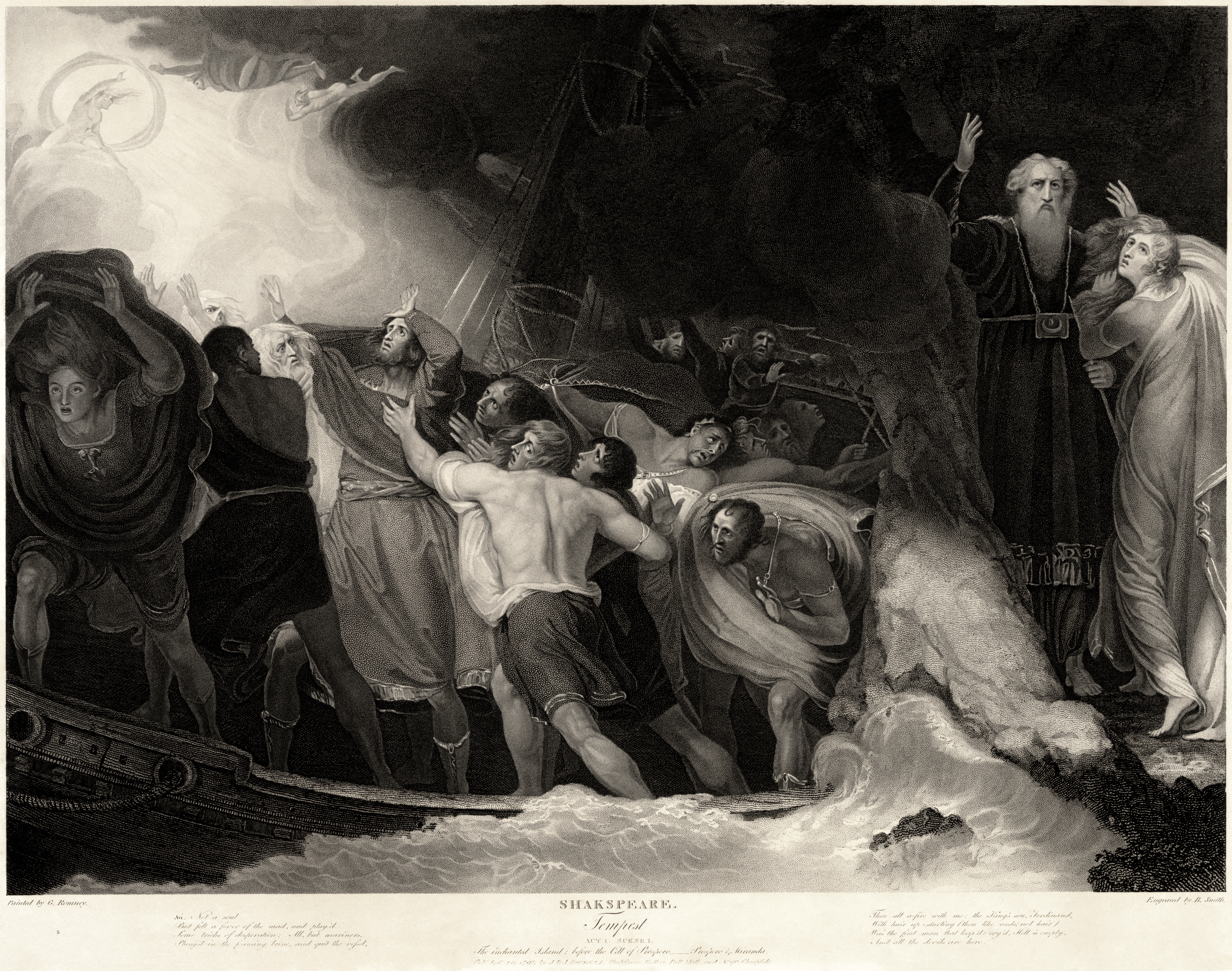
The Tempest

Il dramma esalta ripetutamente la virtù della temperanza. Prospero esorta molte volte Ferdinando e Miranda a non concedersi alla lussuria, ma a essere temperanti nel loro amore, avvertendo Ferdinando che
(La tempesta)
Similmente, la festa con cui Prospero intrattiene la coppia è incentrata su Giunone, dea del matrimonio casto, ed esclude esplicitamente Venere ed Eros, divinità della lussuria. La festa si conclude con le Naiadi delle acque che si uniscono con alcuni falciatori cotti dal sole, in un'allegoria della teoria degli umori – associati ai quattro elementi – che devono essere bilanciati per dare luogo a un temperamento virtuoso, tanto nell'individuo quanto nella coppia: l'acqua e il fuoco si bilanciano l'un l'altro.
Il dramma ci mette in guardia sull’intemperanza: soprattutto nell'episodio di Stefano e Trinculo, ubriachi assicurati alla giustizia, ma anche nella punizione che Prospero infligge a Calibano quando questi cerca di possedere Miranda. Prospero stesso - la cui magia è ripetutamente collegata all'alcol - è definito essere dalla rabbia così intemperante, che impara, durante lo svolgersi del dramma, il bisogno di controllare il proprio temperamento violento e riesce infine a rasserenare il cielo liberandolo dalla tempesta, che era stata la sua principale manifestazione.

### Il teatro
(Prospero: atto IV, scena I.)

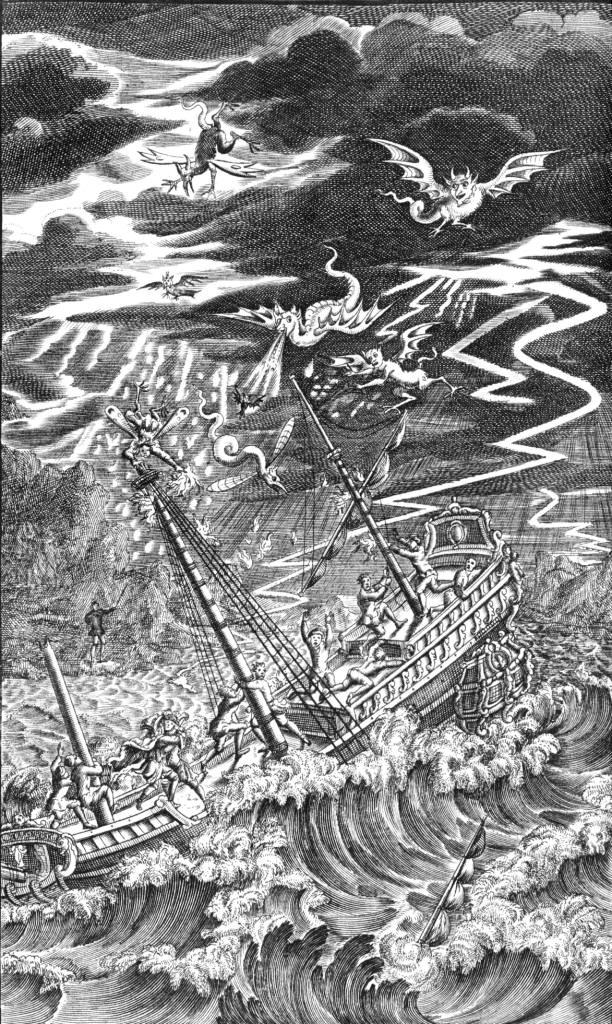

La tempesta è apertamente relazionata alla sua stessa natura di dramma: frequenti paralleli sono tracciati tra l'arte di Prospero e l'illusione teatrale. Il naufragio è uno spettacolo messo in scena da Ariel; Antonio e Sebastiano sono personaggi in una compagnia riunitasi per recitare; le palpebre di Miranda sono paragonate a sipari ornati. Si è voluto vedere anche un riferimento di Prospero al Globe Theatre là dov'egli dichiara che il mondo intero è un'illusione: «the great globe […] shall dissolve […] like this insubstantial pageant» (il grande globo si dissolverà come questa cerimonia inconsistente). Ariel si camuffa frequentemente come una figura della mitologia classica (per esempio: una ninfa, un'arpia o Cerere) e recita in questi ruoli nella cerimonia voluta da Prospero.
Molti critici hanno visto questa costante allusione al teatro come un'indicazione del fatto che Prospero rappresentasse lo stesso Shakespeare: la rinuncia alla magia del personaggio, quindi, simboleggerebbe l'addio alle scene di Shakespeare. In quest'ottica, Prospero è visto come un'incarnazione (l'ultima e la più grande) della maschera di Amleto: colui che mette in scena la propria vendetta anziché eseguirla.
Di recente, alcuni critici hanno messo in discussione questa teoria, riconoscendo, comunque, come La tempesta sia relazionata al modo in cui il teatro (così come l'arte di Prospero) possa costituire un'occupazione insieme poco morale e, tuttavia, moralmente edificante per il pubblico.

### Il regno
Il tema dell'usurpazione del regno ritorna frequentemente nella commedia: Antonio usurpò il trono di Prospero; Calibano accusa Prospero di averlo usurpato al suo arrivo sull'isola; Sebastiano progetta di deporre e uccidere il fratello, re di Napoli; Stefano ha un suo piano per rovesciare Prospero e insediarsi come re dell'isola. Allo stesso tempo, il dramma indaga cosa sia ciò che contraddistingue una monarchia virtuosa, presentando al pubblico le varie possibilità. Nel XX secolo i critici letterari post-colonialisti s'interessarono molto di questo aspetto, vedendo in Calibano un rappresentante dei nativi sottomessi e oppressi dall'imperialismo.

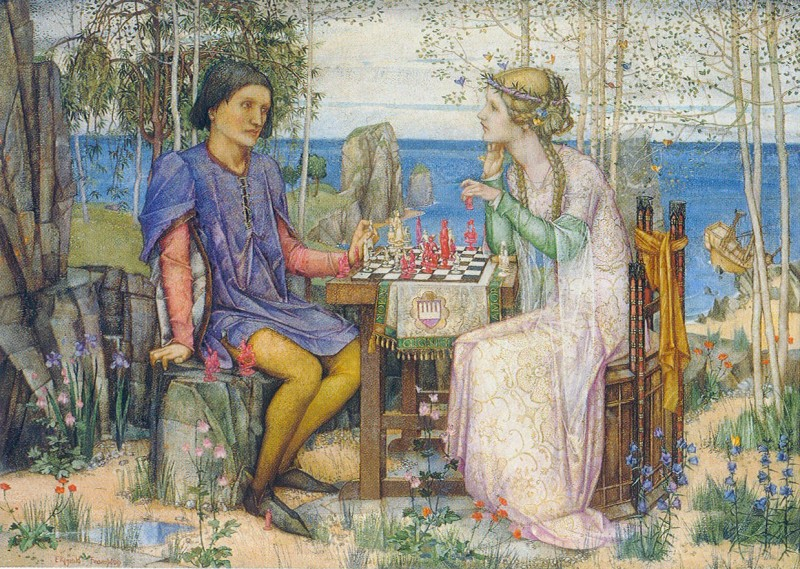
Ferdinando e Miranda, da La Tempesta, atto V, illustrazione rappresentative di Edward Reginald Frampton.

### La magia
La magia è un tema assolutamente centrale ne La tempesta, dato che è il meccanismo più usato per comporre la trama. Prospero è potente in virtù della sua capacità di usare la magia e controllare lo spirito Ariel. Con la magia, crea la tempesta stessa, così come è in grado di controllare tutti gli avvenimenti sull'isola, attirando a sé i suoi vecchi nemici per potersi, infine, riconciliare. La magia è usata anche per creare molto del linguaggio simbolico del dramma in varie scene, come per esempio quella della cerimonia, la scena di apertura e la musica incantevole di Ariel. Di fatto, sono presenti due tipi di magia: quella buona, simboleggiata da Prospero, e quella cattiva, rappresentata invece dalla strega Sycorax. Tale differenza tra i ruoli del mago indusse Frances Yates a domandarsi, nel testo Giordano Bruno e la tradizione ermetica, quanto la figura e il ruolo del mago che Shakespeare presenta con Prospero fossero influenzati dalla riformulazione del ruolo di mago fatta da Giordano Bruno.

### Il colonialismo
Ai tempi di Shakespeare, buona parte del mondo era già stata scoperta e si narravano storie provenienti da isole lontane, come i miti dei cannibali dei Caraibi e di remote città ideali. Col personaggio di Calibano, Shakespeare presenta una profonda riflessione a proposito della moralità del colonialismo. Sono proposti diversi punti di vista, con esempi come l'utopia di Gonzalo, lo schiavismo di Prospero a danno di Calibano e il rancore di quest'ultimo a causa di ciò. Calibano è mostrato anche come uno dei personaggi più naturali nell'opera: vive a stretto contatto col mondo naturale (ed è molto più nobile dei suoi due amici del Vecchio Mondo, Stefano e Trinculo).
(La tempesta)
Si pensa che l'atteggiamento di Shakespeare riguardo a questo tema possa essere stato influenzato dal saggio di Montaigne Dei Cannibali, pubblicato nel 1603, dove si discutono i valori delle società che non erano state toccate dalla civilizzazione europea.

## Rappresentazioni e adattamenti

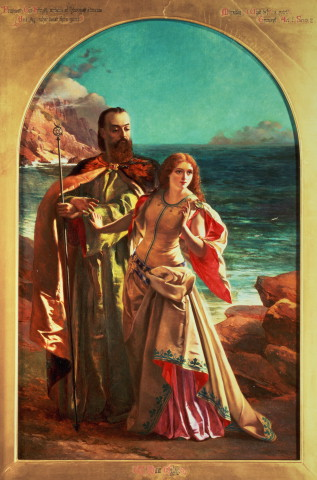
Prospero e Miranda dal dipinto di William Maw Egley (circa 1850)

Sir William Davenant e John Dryden adattarono una versione profondamente rimaneggiata de La tempesta, corretta per il pubblico della Restaurazione. Le osservazioni di Dryden, nella prefazione alla sua opera Albion and Albanius, danno un'indicazione del conflitto che i critici del tardo XVII secolo ebbero con il personaggio dalla maschera indefinibile di un dramma che non si adatta a classificazioni preconcette. Albion and Albinius fu inizialmente concepito come un prologo alla versione adattata di Shakespeare (nel 1680); in seguito, si sviluppò in un'opera a sé stante. Nella visione di Dryden, La tempesta:
(Dryden, Preface to Albion)
La tempesta ha ispirato numerose opere successive, inclusi poemi brevi come quello di Robert Browning e il poema lungo The Sea and the Mirror di W. H. Auden. John Dryden e William D'Avenant la adattarono per le scene della Restaurazione, aggiungendo personaggi e trame e rimuovendo buona parte della componente mitica del dramma. Il titolo originale del romanzo Il mondo nuovo (cioè Brave new world) di Aldous Huxley è preso esplicitamente da un dialogo di Miranda in quest'opera (Atto V, v.181 e segg.):
«O, wonder! / How many goodly creatures are there here! / How beauteous mankind is! O brave new world / That has such people in't!» (Che meraviglia! / Quante creature buone ci sono qui! / Com'è bella questa umanità! O coraggioso nuovo mondo / che ha tali persone in sé!)
Il romanzo Seme di strega (Hag-Seed, 2016) di Margaret Atwood è una rinarrazione della Tempesta.
La tempesta è stata anche l'ossatura per molte opere teatrali di carattere sociale, tra cui Une Tempête di Aimé Césaire e This Island's Mine di Philip Osment.

### Rappresentazioni teatrali italiane
- 1947 - La tempesta (I edizione). Traduzione di Salvatore Quasimodo. Regia di Giorgio Strehler. Firenze, Giardino di Boboli
- 1957 - La tempesta. Regia di Franco Enriquez, Verona, Giardino di Palazzo Giusti
- 1962 - La tempesta. Regia di Filippo Torriero
- 1978/1984 - La tempesta (II edizione). Traduzione di Agostino Lombardo. Regia di Giorgio Strehler. Produzione: Piccolo Teatro di Milano. Milano, Teatro Lirico
- 1984 - La tempesta di William Shakespeare. Traduzione di Patrizia Cavalli. Regia di Carlo Cecchi. Produzione Teatro Niccolini di Firenze/Il Granteatro
- 1985 - La Tempesta. Regia di Pietro Carriglio. Palermo, Teatro Biondo
- 1985 - La Tempesta. Traduzione e interpretazione di Eduardo De Filippo, nella versione curata da Luca De Filippo. Regia di Eugenio Monti Colla. Venezia, "XXXIII Festival Internazionale del Teatro", Teatro Goldoni
- 1985 - La Tempesta. Traduzione, adattamento e regia di Mario Santella. Napoli, Teatro Ausonia
- 1986 - La Tempesta (I edizione). Traduzione di Angelo Dallagiacoma. Regia, scene, costumi e luci di Leo de Berardinis. Produzione: Cooperativa Nuova Scena. Bologna, Teatro Testoni/InterAction
- 1987 - La Tempesta (II edizione). Traduzione di Angelo Dallagiacoma. Regia, scene, costumi e luci di Leo de Berardinis. Produzione: Cooperativa Nuova Scena. Parigi, Théâtre Gérard Philippe
- 2012 - La Tempesta. Regia e traduzione di Valerio Binasco. Verona, Teatro Romano
- 2019 - La tempesta. Traduzione e adattamento di Nadia Fusini. Regia di Roberto Andò. Firenze, Teatro della Pergola
- 2022 - La Tempesta. Traduzione e regia di Alessandro Serra. Produzione:  Teatro Stabile di Torino - Teatro Nazionale. Moncalieri, Fonderie Teatrali Limone

### Opera lirica
Vi sono anche varie trasposizioni operistiche de La Tempesta, tra le quali:
- La Tempesta di Felice Lattuada (1922)
- Miranda di Piero Canonica (1937)
- The Tempest di Thomas Adès
- Prospero di Luca Lombardi. Norimberga, Teatro d'Opera, 2006

### Le tempesta al cinema
Il film di fantascienza del 1956 Il pianeta proibito fu ispirato da quest'opera, specialmente per quanto riguarda le caratteristiche (ma non i nomi) di molti dei personaggi; la storia, però, rimpiazza Calibano con un Mostro dall'Id ed Ariel con Robby il robot. Il film Serenity di Joss Whedon riprese molti dei temi, e qualche nome, sia da Il pianeta proibito che da La tempesta: in special modo, l'esplorazione dell'ambito giusto per il controllo delle altre persone. Fu ispirato da quest'opera anche un episodio di Star Trek del 1968, intitolato Requiem for Methuselah. Derek Jarman ha diretto una nuova versione cinematografica della commedia nel 1979, The Tempest. Un impertinente adattamento musicale del 1990, intitolato Il ritorno al pianeta proibito, mescolò con successo la trama del film con altri personaggi e dialoghi di Shakespeare. Il film Tempest del 1982, diretto da Paul Mazursky, è una commedia liberamente ispirata a quest'opera (vi recitano John Cassavetes, Gena Rowlands, Raul Julia, Susan Sarandon e Molly Ringwald). Nel 1989 Per Åhlin realizza un lungometraggio animato liberamente tratto dalla commedia dal titolo La tempesta di Shakespeare. Nel 1991, Peter Greenaway ha diretto L'ultima tempesta (Prospero's books), un adattamento cinematografico in cui Prospero recita tutte le battute. Nel 2010 esce il film The Tempest diretto da Julie Taymor nel quale il personaggio di Prospero è interpretato da una donna, Helen Mirren. La stoffa dei sogni è un film del 2016, liberamente tratto da La tempesta di Shakespeare; il titolo stesso è un fulgido riferimento alle parole di Prospero proferite nella prima scena del quarto atto.

### Traduzioni italiane
- William Shakespeare, Tradotto da Salvatore Quasimodo, La tempesta, Con un saggio introduttivo di Anna Luisa Zazo e uno scritto di Giorgio Strehler, 1ª edizione, Milano, Mondadori, collana Oscar, 1991,  p. 199, ISBN 88-459-0508-X. URL consultato il 2012.
- Eduardo De Filippo, La tempesta di William Shakespeare nella traduzione in napoletano di Eduardo De Filippo, Torino, Giulio Einaudi editore, 1984, ISBN 88-06-57018-8.
- William Shakespeare, Agostino Lombardo, Giorgio Strehler, La tempesta, Tradotta e messa in scena 1977-78. Un carteggio ritrovato fra Strehler e Lombardo e due traduzioni inedite realizzate da Lombardo per il Piccolo Teatro di Milano. A cura di Rosy Colombo. postfazione di Anna Anzi.

### Testi critici
- Harold Bloom, Shakespeare: L'invenzione dell'uomo, Milano, Rizzoli, 2001,  p. 553, ISBN 88-17-86710-1.
- Bill Bryson, Il mondo è un teatro. La vita e l'epoca di William Shakespeare, Parma, Guanda, 2008, ISBN 978-88-6088-820-4.
- Agostino Lombardo, La grande conchiglia. Due studi su La Tempesta. Bulzoni Editore, 2002, ISBN 88-8319-732-1
- Samuel Schoenbaum, Shakespeare. Sulle tracce di una leggenda., Edizioni Studio Tesi, 1990, ISBN 88-7692-226-1.
- Michele Stanco, "Prospero's airy charm. Neoplatonic Magic and Colonial Technology in The Tempest", Merope, 46-47, 2005-06, ISBN 978-88-7433-427-8